# Philipp Gessert
Philipp Gessert († im 17. Jahrhundert) entstammte der Kurpfalz und war evangelisch-reformierter Prediger im Kollegiatstift Grönenbach.

## Leben
Phillip Gessert (auch Philippus Gessertus) war ein calvinistischer Prediger in Grönenbach. Im Jahre 1621 wurde er auf ein Dekret vom 2. September 1621 des Fürstabtes von Kempten Johann Eucharius von Wolffurt und unter Beihilfe des Grafen Otto Heinrich Fugger aus Grönenbach vertrieben. Mit seiner Vertreibung endete auch die Simultannutzung und Ausübung des calvinischen Exerzitiums in der katholischen Stiftskirche St. Philipp und Jakob in Bad Grönenbach.

## Schriften
Von Philipp Gessert veröffentlichte Schriften:
- Ein Christliche Predigt / Verantwortung und Entschuldigung der Todten und der Lebendigen, Amberg, 1619, 30 Seiten – anlässlich der Leichenpredigt für Philipp von Pappenheim am 29. November 1619
- Apologia und Abgenötigte verantwortung auff die vermeinte Wiederlegung M. Petri Funckii, predigers zu OberErckheim, 1621, 106 Seiten